# Ђацои (Белуно)
Ђацои (итал. Giazzoi) је насеље у Италији у округу Белуно, региону Венето.
Према процени из 2011. у насељу је живело 69 становника. Насеље се налази на надморској висини од 568 м.